# Kutenhausen

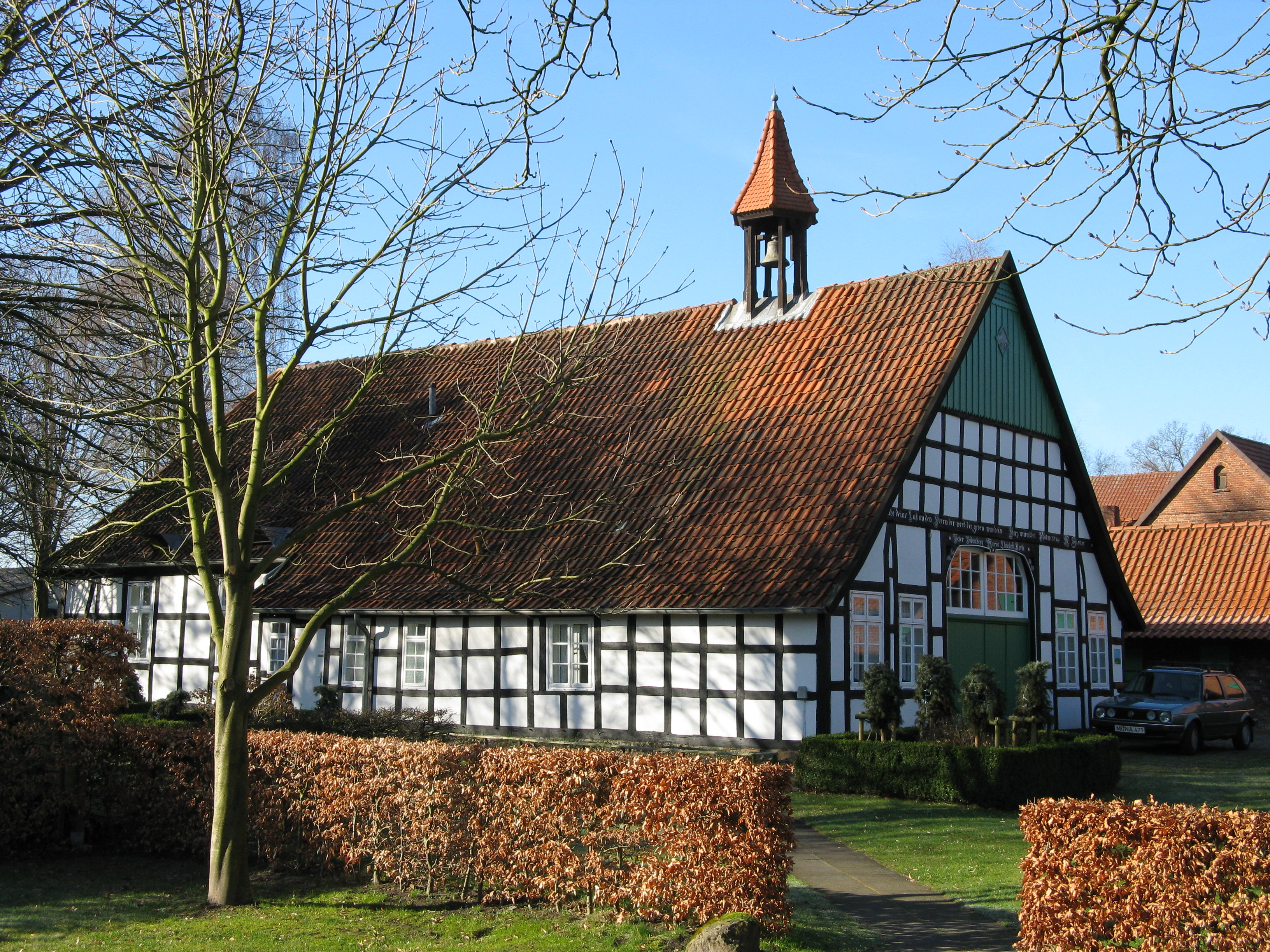
Heimathaus

Kutenhausen ist ein nördlich des Stadtzentrums gelegener Stadtteil von Minden im Kreis Minden-Lübbecke in Nordrhein-Westfalen. Er liegt nördlich der Kernstadt; im Osten und Norden grenzt er an den Stadtteil Todtenhausen, sowie im Westen an die Stadtteile Stemmer und Minderheide und im Süden an den Stadtteil Nordstadt. Kutenhausen ist seit der Markenteilung eine Streusiedlung, weist aber im Bereich der ehemaligen Landwehr und der dortigen historischen Hofanlagen die Merkmale eines Reihendorfes auf. Als Mittelpunkt des Ortsteiles kann man den Bereich um die Schule, das Heimathaus (historische Schule) und die Kutenhauser Straße bezeichnen. Kutenhausen hat 1787 Einwohner (Stand: 31. Dezember 2016) und umfasst eine Fläche von 481 Hektar.

## Geschichte
Kutenhausen wurde wahrscheinlich in der Zeit von 600 bis 800 gegründet.
Erstmals urkundlich erwähnt wurde Kutenhausen am 21. März 1258 in einer Urkunde des damaligen Fürstbischofs von Minden Wittekind I. von Hoya. Diese Urkunde ist im Staatsarchiv Münster überliefert. Der Ort Kutenhausen konnte also im Jahr 2008 sein 750-jähriges Jubiläum feiern.
Die Bewohner von Kutenhausen waren bis 1848 gegenüber den Herren der "Rattenburg" abgabenpflichtig, der Herrensitz befand sich wahrscheinlich an der heutigen Kutenhauser Straße im Bereich des Königsackers.
Großen Einfluss auf die Entwicklung Kutenhausens hatte die im 14. Jahrhundert errichtete Mindener Landwehr.
Der Schutzwall mit einem breiten Graben davor, sollte die Besitzungen der Mindener Bürger nach Norden hin sichern und verlief etwa entlang der heutigen Dorfstraße von Todtenhausen nach Stemmer. In Kutenhausen befand sich ein Durchgang durch die Landwehr, der "Schling", der vom "Schlingmann" bewacht wurde.
Die Kutenhauser Gehöfte wurden nahezu in einer Reihe an der Südseite der Landwehr errichtet und wurden ihrerseits geschützt.
Nördlich der Landwehr befanden sich ausgedehnte Wald und Heideflächen, angeblich hatten die Mindener Bischöfe hier ihre Fischteiche ("Herrenteich").
Während der Schlacht bei Minden am 1. August 1759 hatten die preußischen und die mit ihnen verbündeten englischen Regimenter ihrer Ausgangsstellungen südlich des Dorfes Kutenhausen.
Anfang des 18. Jahrhunderts war die Mindener Landwehr überflüssig geworden und das Land nördlich davon (die "Gemeine Mark") wurde aufgeteilt, Kutenhausen verlor so den Charakter eines geschlossenen Dorfes und wurde zur Streusiedlung. Die Bauerschaft Kutenhausen gehörte bis zu den Napoleonischen Kriegen zur Vogtei Börde im Amt Petershagen des Fürstentums Minden. Von 1807 bis 1810 gehörte der Ort zum Kanton Petershagen des napoleonischen Satellitenstaats Königreich Westphalen. Von 1811 bis 1813 gehörte Kutenhausen unmittelbar zu Frankreich und dort zur Mairie (Bürgermeisterei) Todtenhausen im Arrondissement Minden des Departements der Oberen Ems. Der Ort fiel 1813 wieder an Preußen und kam 1816 zum neuen Kreis Minden. Im Kreis Minden gehörte Kutenhausen zum Amt Petershagen.
Im Jahr 1841 erhielt Kutenhausen eine eigene Schule, bis dahin waren die Kinder aus Kutenhausen in Todtenhausen unterrichtet worden. Die Alte Schule an der Dorfstraße beherbergt heute das Heimathaus Kutenhausen. Im Jahr 1885 wurde gegenüber der Alten Schule eine neue Schule mit zwei Klassenräumen gebaut, dieses Gebäude wurde 1910 um einen dritten Klassenraum ergänzt. Zu dieser Zeit gab es in Kutenhausen drei Lehrer für 194 Schüler. Während des Ersten Weltkrieges und danach sank die Schülerzahl sehr stark ab, während und nach dem Zweiten Weltkrieg stieg sie wieder sehr stark an, was vor allem durch Flüchtlings- und Vertriebenenzuzug bedingt war. Die Volksschule Kutenhausen wurde im Jahr 1950 durch die Gemeinde erweitert und ein vierter Lehrer wurde beschäftigt, es gab in der Zeit 224 Schüler. Im Jahr 1958 erhielt die Schule in Kutenhausen als erste Schule im Amt Petershagen eine neue Turnhalle und im Jahr 1965 einen Sportplatz, der auch von der SVKT 07 e. V. benutzt wurde. 1967 wurde die Volksschule in eine Grundschule umgewandelt und 1974 durch den Bau eines Pavillons nochmals erweitert. Inzwischen gingen die Kinder aus Kutenhausen, Todtenhausen und Stemmer in Kutenhausen zur Grundschule. 1991 konnte die Grundschule Kutenhausen ihr 150-jähriges Jubiläum feiern.

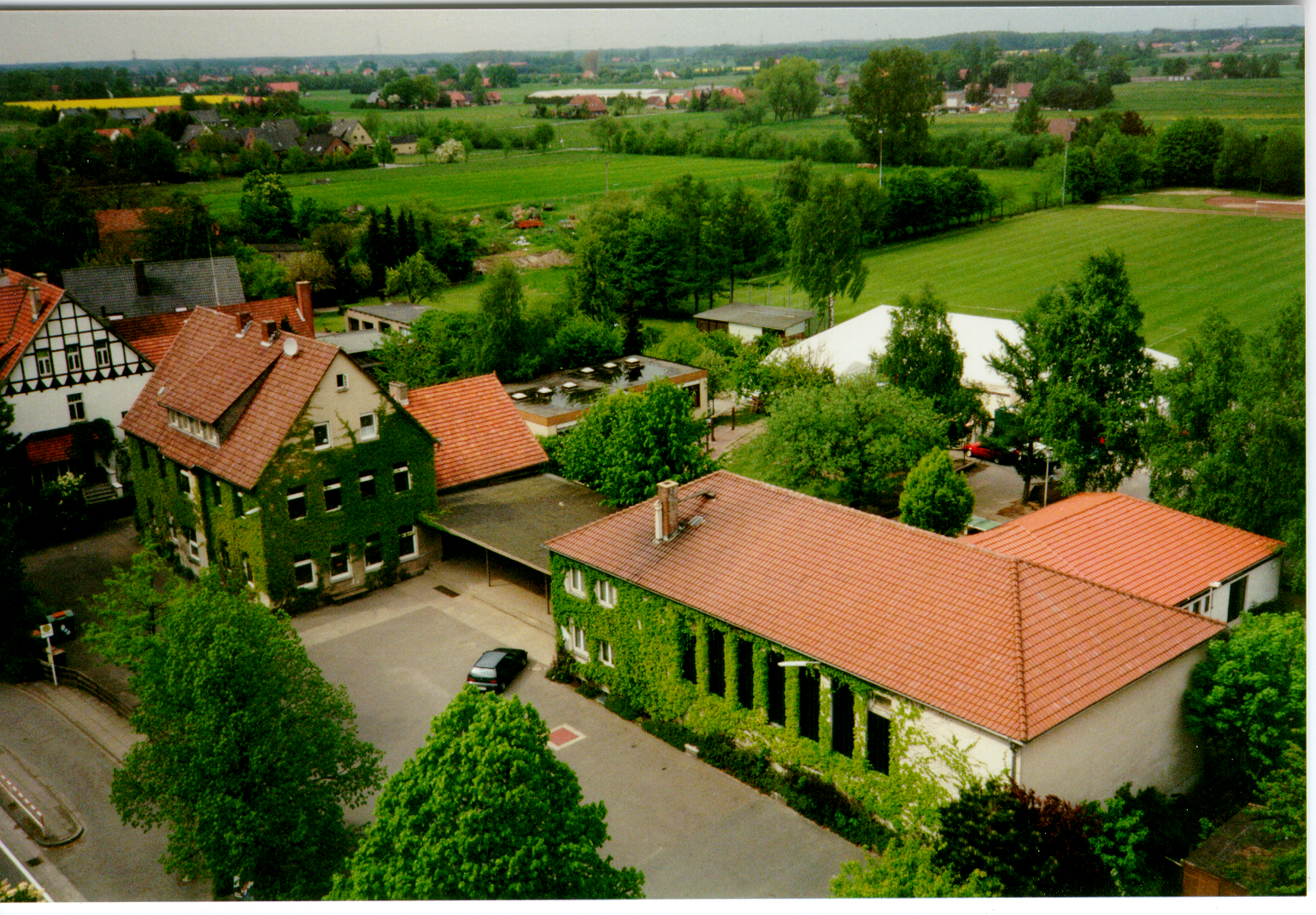
Grundschule vor Anbau 1994

Im Jahr 2008 wurden das alte Schulgebäude und der Pavillon abgerissen und durch einen Neubau mit einer Einrichtung für die Ganztagsbetreuung ersetzt. Richtfest feierte die Schule am 16. Oktober 2008.
Durch die Gebietsreform, die am 1. Januar 1973 in Kraft trat, wurde das damalige Amt Petershagen, zu dem auch Kutenhausen gehörte, aufgelöst, und die Gemeinde wurde als Stadtbezirk in die Stadt Minden eingegliedert.

### Entwicklung der Einwohnerzahlen
| Jahr | Einwohner |
| ---- | --------- |
| 1855 | 429       |
| 1867 | 587       |
| 1880 | 632       |
| 1890 | 760       |
| 1900 | 826       |
| 1910 | 970       |
| 1916 | 773       |
| 1925 | 879       |
| 1930 | 980       |
| 1933 | 1040      |

| Jahr | Einwohner |
| ---- | --------- |
| 1946 | 1493      |
| 1948 | 1544      |
| 1955 | 1363      |
| 1960 | 1375      |
| 1961 | 1356      |
| 1970 | 1501      |
| 1972 | 1494      |
| 1973 | 1537      |
| 1978 | 1538      |
| 1982 | 1508      |

| Jahr | Einwohner |
| ---- | --------- |
| 1985 | 1469      |
| 2007 | 1758      |
| 2008 | 1741      |
| 2009 | 1752      |
| 2010 | 1725      |
| 2011 | 1719      |
| 2012 | 1764      |
| 2013 | 1783      |
| 2014 | 1788      |
| 2016 | 1787      |

| Jahr | Einwohner |
| ---- | --------- |
| 2020 | 1829      |

## Politik
Als Stadtteil von Minden ist die Bevölkerung von Kutenhausen im Rat der Stadt Minden (Stadtverordnetenversammlung) vertreten.
Kutenhausen bildet zusammen mit dem benachbarten Stadtteil Stemmer einen Wahlbezirk für die Kommunalwahlen.

### Stadtverordnete aus Kutenhausen/Stemmer

#### Direkt gewählt
- Helmut Meyer † (SPD) (1973–1974)
- Helmut Rodenbeck (SPD) (1974–1994)
- Heinz-Dieter Böttger (SPD) (1994–2009)
- Heidrun Kruse (SPD) (2009–2015)
- Bärbel Jürgensmeyer (SPD) (seit 2015)

#### Aus den Reservelisten der Parteien
- Gerhard Rohlfing  †(SPD) (1988–1989; 1991–1994)
- Hermann Ahlert † (CDU) (1994–2000)
- Heinz-Werner Wöhrmann (CDU) (1999–2004)
- Carola Hoppmann † (CDU) (2000–2005)
- Ulrich Luckner (CDU) (seit 2005)
- Jannes Tilicke (SPD) (seit 2016)

#### Wahlergebnis der Kommunalwahlen (Stadtrat Minden) in Kutenhausen
| Wahltag            | SPD    | CDU    | FDP   | GRÜNE | Mindener Initiative | Die Linke | Bürger-Bündnis-Minden | Die Republikaner | Sonstige |  |
| 12. September 1999 | 69,6 % | 23,4 % | 1,7 % | 3,2 % | 2,1 %               | 0 %       | 0 %                   | 0 %              | 0 %      |  |
| 26. September 2004 | 70,0 % | 16,4 % | 2,9 % | 5,3 % | 5,4 %               | 0 %       | 0 %                   | 0 %              | 0 %      |  |
| 30. August 2009    | 45,0 % | 27,2 % | 6,1 % | 8,8 % | 7,6 %               | 2,6 %     | 2,1 %                 | 0,5 %            | 0 %      |  |

### Kreistagsabgeordnete
Kutenhausen bildet mit den Mindener Stadtbezirken Stemmer, Minderheide und Todtenhausen einen Wahlbezirk für den Kreistag Minden-Lübbecke. Hier sind die direkt gewählten Abgeordneten seit bestehen des Kreises Minden-Lübbecke aufgeführt.
- Günter Harke (SPD), (1973–1994)
- Hans-Werner Borgmann (SPD), (1994–1997)
- Jürgen Saft (SPD; seit 2008 parteilos), (1997–2009)
- Hans-Jürgen Weber (SPD), (seit 2009)

### Ortsvorsteher, Bürgermeister und Gemeindevorsteher von Kutenhausen
Die Bevölkerung von Kutenhausen wird gegenüber Rat und Verwaltung der Stadt Minden seit 1973 durch einen Ortsvorsteher vertreten, der aufgrund des Wahlergebnisses vom Rat der Stadt Minden gewählt wird. Bis 1973 hatte die selbstständige Gemeinde Kutenhausen einen eigenen Bürgermeister und einen Gemeinderat.
- Ortsvorsteherin Birgitt Keil ("Lottenschausters") (Nr. 117) (SPD) (seit 2008)
- Ortsvorsteher Heinz-Dieter Böttger (SPD) (1989–2008)
- Ortsvorsteher Helmut Reimler (Nr. 158) (SPD) (1974–1989)
- Bürgermeister Gerhard Meyer (Nr. 185) (SPD) (1968–1973 Bürgermeister, 1973–1974 Ortsvorsteher)
- Bürgermeister Hermann Niemann (Nr. 185) (SPD) (1959–1968)
- Bürgermeister Friedrich Meyer (Nr. 130) (SPD) (1946–1959)
- Bürgermeister August Danziger (KPD) (1945–1946)
- Gemeindevorsteher Heinrich Niemann (NSDAP) (1935–1945)
- Gemeindevorsteher Wilhelm Heuer (NSDAP) (1933–1935)
- Gemeindevorsteher Friedrich Meyer (Nr. 130) (SPD) (1929–1933)
- Gemeindevorsteher Wilhelm Hersemeier ("Frieders") (Nr. 37) (1926–1929)
- Gemeindevorsteher Heinrich Meyer ("Lottenschausters") (Nr. 117) (1923–1926)
- Gemeindevorsteher Wilhelm Meier ("Jungemaas") (Nr. 6) (1910–1922)
- Gemeindevorsteher Joh. Heinr. Wilh. Niemeier ("Berns") (Nr. 16) (1908–1910)
- Gemeindevorsteher Dietrich Borgmann ("Schröders") (Nr. 15) (1887–1908)
- Gemeindevorsteher Chr. Heinr. Friedr. Kruse ("Jungemaas") (Nr. 6) (1877–1887)
- Gemeindevorsteher Joh. Heinr. Wilh. Niemeier ("Berns") (Nr. 16) (1875–1877)
- Gemeindevorsteher Joh. Heinr. Chr. Albrecht Niemann ("Sandmaas") (Nr. 26) (1865–1874)
- Gemeindevorsteher Joh. Heinrich Meyer ("Zahs") (Nr. 1) (1861–1865)
- Gemeindevorsteher Heinr. Ludwig Schamerloh ("Scheps") (Nr. 9) (1858–1861)
- Gemeindevorsteher Joh. Cord Heinr. Chr. Schwier ("Berns") (Nr. 16) (1844–1858)
- Gemeindevorsteher Joh. Heinr. Gottlieb Kruse (Nr. 20) (1842–1844)
- Gemeindevorsteher Joh. Heinr. Poos ("Schmaas") (Nr. 12) (1841)

## Vereine, Verbände und Institutionen in Kutenhausen
Die Kutenhauser Bevölkerung gestaltet in ihrem Ort ein sehr reges Vereinsleben, das in der Vergangenheit schon mehrfach ausgezeichnet worden ist. Der Charakter von Kutenhausen als weitgehend eigenständiges Dorf innerhalb der Stadt Minden soll auch in Zukunft gewahrt bleiben. Kutenhausen ist Kulturmusterdorf in Ostwestfalen und hat mehrfach erste Preise in Kreiswettbewerben von "Unser Dorf soll schöner werden - Unser Dorf hat Zukunft" gewonnen.
Die Kutenhauser Dorfgemeinschaft ist für viele umliegende Dörfer ein
Vorbild an Gemeinschaftsleben und dörflicher Selbstständigkeit.
Wichtige Vereine, Verbände und Institutionen sind:
- Sportverein SVKT 07 e. V.
- Heimatverein Kutenhausen von 1989 e. V.
- Christuskirche Todtenhausen-Kutenhausen
- Schützenverein "Gut Ziel" Kutenhausen
- Gartenbauverein Kutenhausen
- Landwirtschaftlicher Ortsverein
- Freiwillige Feuerwehr Kutenhausen
- SPD-Ortsverein Kutenhausen
- CDU Ortsunion Kutenhausen

## Persönlichkeiten
- Bernd Gieseking (* 1958), deutscher Kabarettist, geboren in Kutenhausen